# 桜井清香

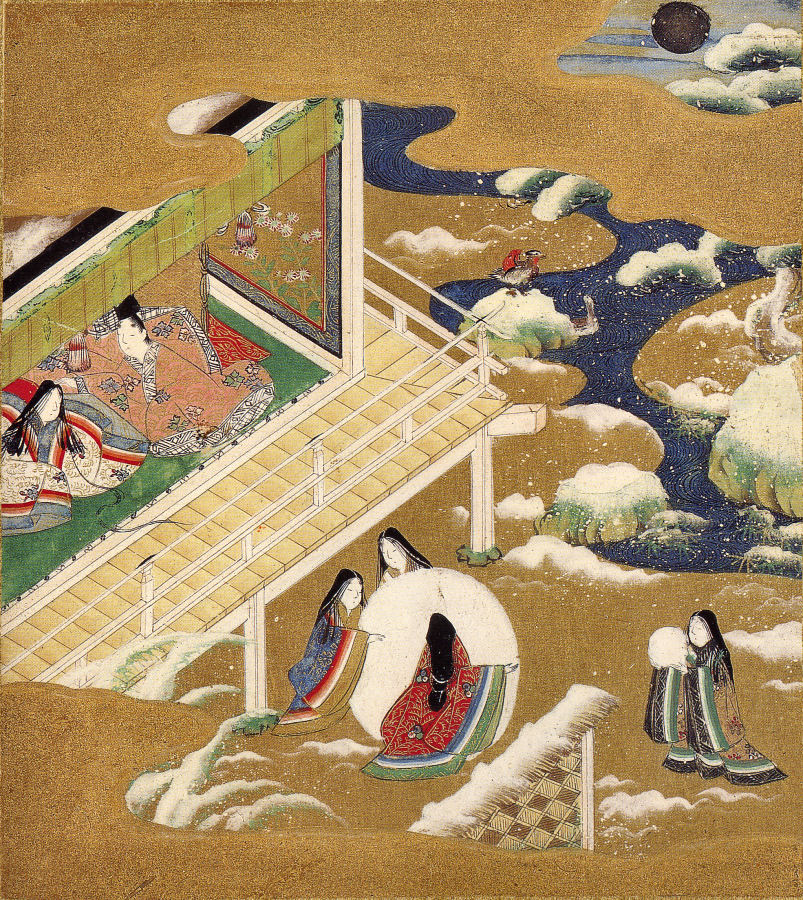
源氏物語絵巻 朝顔

櫻井 清香（さくらい きよか、男性、1895年（明治28年）8月7日 - 1969年（昭和44年））は、日本の芸術家（画家）。愛知県名古屋市出身。源氏物語絵巻の昭和復元模写を作成したことで有名。父櫻井武愷宮之亟、母三保の二男。兄は桜井馨、弟は桜井鐐三。桜井 清香と表記する場合もある。

## 生涯
- 1914年（大正3年）3月 旧制愛知県立第五中学校（現・愛知県立瑞陵高等学校）卒業。
- 1915年（大正4年）8月 日本画家丹羽玉邦（川合玉堂門人）に就いて日本画を学ぶ。以後日本画にて身を立つ。
- 1920年（大正9年）3月 米騒動絵巻（1918年（大正7年）に発生した米騒動の名古屋での出来事をまとめたもの）を1年6ヶ月費やし完成。
- 1935年（昭和10年） 徳川美術館開館。それ以来模写のため、時々出仕。
- 1945年（昭和20年）3月 戦災により無一文となる。同年4月1日より4年間、安田生命名古屋支店に勤務。
- 1950年（昭和25年）4月1日 徳川美術館常勤職員として勤務開始。
- 1954年（昭和29年）11月25日 文部省より人文科学学芸員の資格を与えられる。
- 1958年（昭和33年） - 1963年（昭和38年） 源氏物語絵巻の昭和復元模写の作成。

## 絵画
| 作品名                          | 所蔵       | 作成年月日                              | 原本所蔵(模写の場合)                         |
| ------------------------------- | ---------- | --------------------------------------- | -------------------------------------------- |
| 加藤清正裃画像(模写)            | 徳川美術館 | 1935年（昭和10年）12月                  | 名古屋市妙行寺蔵                             |
| 加藤清正束帯画像(模写)          | 徳川美術館 | 1936年（昭和11年）1月                   | 名古屋市妙行寺蔵                             |
| お亀の方像(模写)                | 徳川美術館 | 1936年（昭和11年）1月                   | 京都清涼庵蔵                                 |
| 兼松又四郎画像(模写)            | 徳川美術館 | 1936年（昭和11年）2月                   | 福井、兼松真勝蔵                             |
| 堀杏庵像(模写)                  | 徳川美術館 | 1936年（昭和11年）4月                   | 東京堀家蔵                                   |
| 織田信長像(模写)                | 徳川美術館 | 1936年（昭和11年）4月                   | 長興寺蔵                                     |
| 平岩親吉像(模写)                | 徳川美術館 | 1936年（昭和11年）6月                   | 平田院蔵                                     |
| 松平広忠像(模写)                | 徳川美術館 | 1936年（昭和11年）9月                   | 岡崎大樹寺蔵涅槃図中                         |
| 松平清康像(模写)                | 徳川美術館 | 1936年（昭和11年）9月                   | 岡崎隋念寺蔵                                 |
| 豊臣秀吉画像(模写)              | 徳川美術館 | 1936年（昭和11年）10月                  | 一宮市妙興寺蔵                               |
| 徳川家康画像(東照大権現像 模本) | 徳川美術館 | 1937年（昭和12年）2月                   | 徳川美術館                                   |
| 徳川義直像(一部模本)            | 徳川美術館 | 1937年（昭和12年）9月                   | 清浄寺蔵本の顔を模写。それ以外は自由に描く。 |
| 徳川義直像拡大製作              | 徳川美術館 | 1937年（昭和12年）9月                   | 徳川美術館                                   |
| 茶屋交易図巻（模写）            | 徳川美術館 | 1938年（昭和13年）3月                   | 情妙寺蔵（作成時は中島建次郎蔵）             |
| 中村習斎像(模写)                | 徳川美術館 | 1938年（昭和13年）4月                   | 中村復太郎蔵                                 |
| 徳川家康三方ケ原顰蹙図(模写)    | 徳川美術館 | 1938年（昭和13年）7月                   | 徳川美術館                                   |
| 松平忠吉像(模写)                | 徳川美術館 | 1942年（昭和17年）                      | 性高院蔵                                     |
| 米騒動絵巻（清書）              | 徳川美術館 | 1950年（昭和25年）                      | 徳川美術館                                   |
| 源氏物語絵巻（模写）            | 徳川美術館 | 1958年（昭和33年） - 1963年（昭和38年） | 徳川美術館                                   |
| 御在所絵日記（模写）            | 徳川美術館 | 1961年（昭和36年）                      | 徳川林政史蔵                                 |
| 目無経（模写）                  | 徳川美術館 | 1963年（昭和38年）4月 - 5月             | 博物館本小寺礼三蔵模本                       |
| 義親先生寿像（写生）            | 徳川美術館 | 1963年（昭和38年）10月                  | 徳川美術館                                   |
| 葉月物語絵巻（復元）            | 徳川美術館 | 1965年（昭和40年） - 1967（昭和42年）   | 徳川美術館                                   |

他多数の作品が徳川美術館に所蔵されている。

## 著述
- 1940年（昭和15年）6月 「戦記絵巻の研究」 日本文献資料研究所
- 1951年（昭和26年）2月 「元寇と季長絵詞」 徳川美術館
- 1952年（昭和27年）3月 「源氏物語絵巻」 徳川美術館
- 1969年（昭和44年） 「大和絵と戦記物語」 木耳社

## 家系図
櫻井家は元々は氏を橘（橘氏の流れを汲む氏族である）と名乗っていたが、いつの頃からか櫻井に改めたとされる。氏を改めたのは櫻井作之右衛門佐武の時であると考えられる（理由は不明）。
```
　 
凡例
　太線は実子、細線・二重線は養子、太字は当主
```

```
　　　 
？
（これ以前詳細は不明。武田家家臣→徳川家家臣→尾張徳川家家臣となる。以後尾張徳川家に属す）  
　　　 ┃ 
　 　 
橘某
（務右衛門） 
　　　 ┃ 
　　 
橘貞吉
（寛永、元禄）（御普請方役割） 
　　　 ┃ 
　 　 
佐武
（作之右衛門）（元禄、宝永）（物頭、寄合、馬廻、普請奉行、国用人、大代官、勘定奉行、）　 
　　　 ┃ 
　 　 
政親
（喜市） 
　　　 ┃ 
　　　
茂雅
（新五右衛門）
　　　 ┃ 
　　  
亜孝
（喜市）
　　　 ┣━━━━━━━━━━━━┓
　　  
武愷
（喜市）　　　　　　　道重
　　　 ┣━━━━━━┳━━━━━━━━━┳━━━━━━┓ 
　　　 勝　　　　　 
武愷
（宮之亟）　　　宮一郎　　　　らく
　　　 　　　　　　　┃
　　　 ┏━━━━━━┛
　　　 ┣━━━━━━┳━━━━━━┳━━━━━━━━━━━━━━┳━━━━━━━━━┳━━━━━┳━━━━━┳━━━━━┳━━━━━┓ 
　　  花子　　　　　鈴子　　　 　　
馨
　　　　　　　　　　　　　清香　　　　　　　　
鐐三
　　　　徳四郎　　　銈子　　　　鍈子　　　　嘉子
　　　 　　　　　　　　　　　　　　┣━━━━┳━━━━┓　　　　┣━━━━┓　　　　┣━━━━┳━━━━┓
　　　 　　　　　　　　　　　　　 
元彦
　　　武臣　　　弓子　　　錦一　　　修　　　　武尚　　　百子　　　博厚
　　　 　　　　　　　　　　　　　　┣━━━━┓
　　　 　　　　　　　　　　　　　 
達純
　　　聖 
　　　 　　　　　　　　　　　　　　┣━━━━┓ 
　　　 　　　　　　　　　　　　　 
純一
　　　大介 
```